# Cota de armas

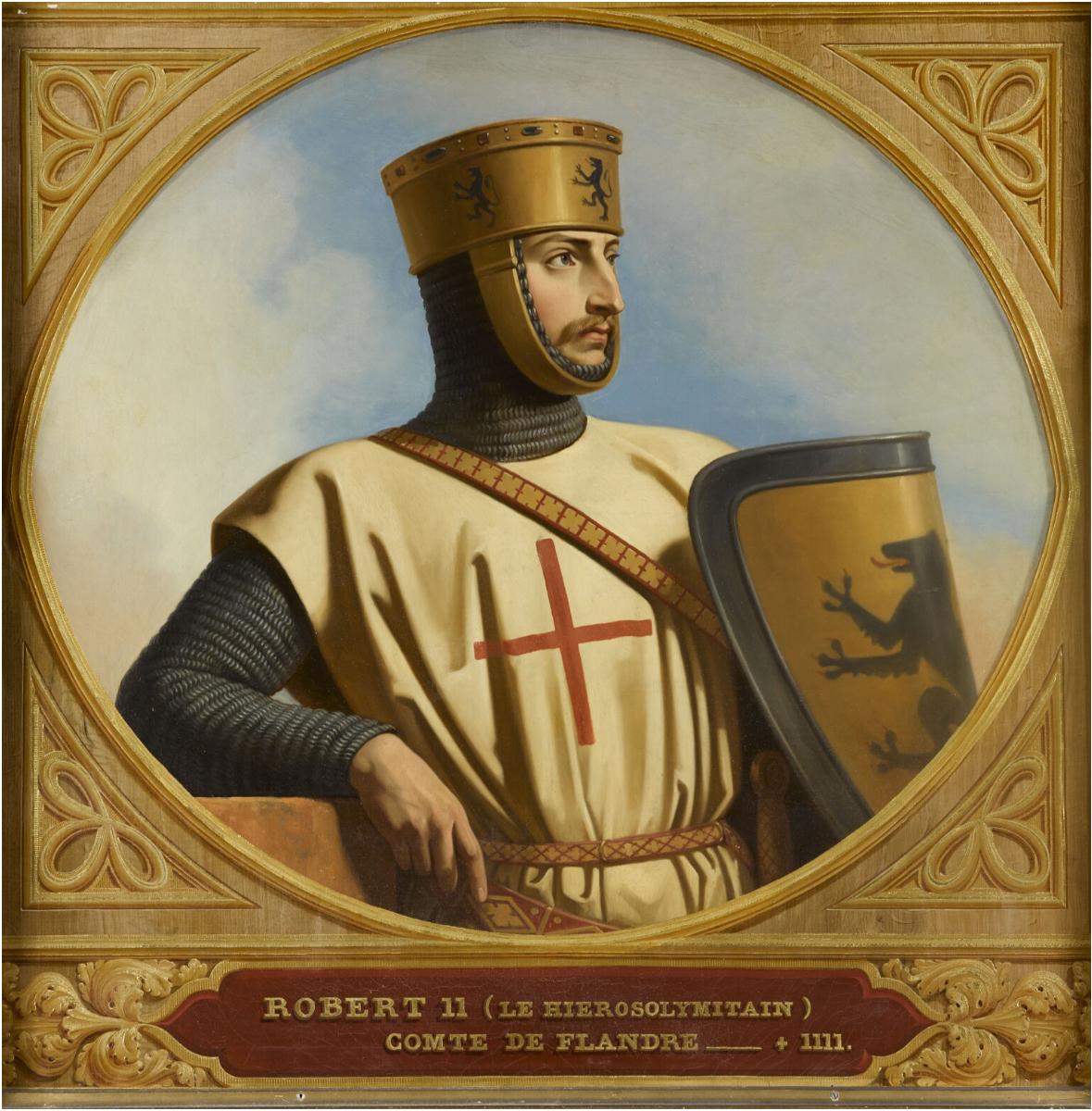
Cruzado con cota de armas

La cota de armas era una vestidura de tela, con medias mangas o sin ellas que se ponía sobre la armadura y algunas veces tan amplia que venía a formar un caparazón cubriendo la grupa del caballo.
La cota de armas consistía en una túnica sin mangas que se ceñía al talle por medio de un cinturón; tenía aberturas por delante y por detrás en un principio y más tarde, por los costados. Hecha de tela o piel, su objeto era el de impedir que el sol calentase demasiado el hierro y que la lluvia calase la malla. Por otra parte, el faldón era un obstáculo flotante para las flechas. A fines del siglo XIII aparecen blasonadas con los emblemas heráldicos de los que las vestían. En el XIV se gastaron unas cotas abiertas por delante y por detrás, de modo que los paños de los lados cubrían las piernas, y también fue costumbre acolchar las cotas desde los hombros hasta la cintura y entonces las aberturas solían ser laterales hasta la altura de las caderas. 

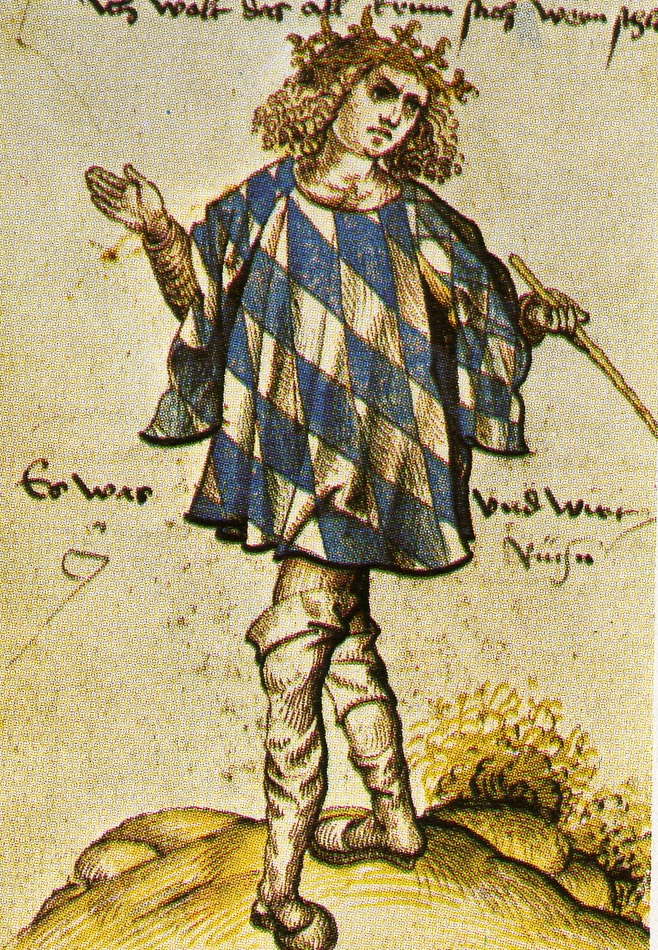
Heraldo bávaro con cota blasonada (ca. 1510)

No falta algún ejemplar de cota cuyo faldón solo cubre por detrás, semejando en su corte a la casaca. A mediados de la misma centuria se usaron asimismo unas cotas en forma de dalmática, es decir, abiertas en toda su longitud por los costados y que, una vez pasada la cabeza por el agujero de en medio, se ceñían al cuerpo mediante cintas o de hebillas dispuestas al efecto en las aberturas. No faltaron tampoco cotas con una sola abertura que se abrochaban por delante y cotas con mangas, pero el tipo más frecuente es el de forma de dalmática, que se perpetuó y aún subsiste como distintivo de los reyes de armas. Las cotas que solo llevaban faldón por detrás, solían llevar éste cortado en pico a modo de lambrequines, como igualmente solían estarlo las anchas bocas de las mangas perdidas que tenían algunas cotas. 
La cota desapareció como accesorio del traje guerrero cuando la armadura de placas fue adoptada definitivamente a principios del siglo XV. Sin embargo, aún se usó la cota sobre la armadura, pero entonces cambió su forma en la de una especie de camisa corta y sin mangas, que sólo tenía por fin evitar que la armadura se calentase demasiado al sol o que se oxidase. Además, cuando se quería sorprender al enemigo por la noche, servía para amortiguar el ruido que producía el roce de las piezas de la armadura. Se cree que pudo contribuir a la adopción de la cota de armas, lo insoportable que debió ser para los Cruzados la cota de mallas, expuesta al sol en Palestina. 
Cuando decayó el empleo de la cota entre los caballeros, empezó a usarla la gente de a pie. Contribuyó también al abandono de la cota, el que los hombres de a pie, con sus largas partesanas y alabardas, enganchaban las cotas de los caballeros a fin de desarmarlos y derribarlos. En el siglo XVI, la cota de armas tomó definitivamente la forma de dalmática, si bien en un principio fue más corta que como después se ha usado. Aun cuando tenía dos aberturas a los lados, no estaba completamente abierta y en vez de dos caídas laterales, como la dalmática, tenía mangas cortas y muy anchas. Los heraldos quedaron dueños exclusivamente de esta prenda, desde mediados del siglo XVI.

## Variaciones
- Cota de armas blasonada o de armas plena. Cota cubierta de blasones, abierta y sin mangas, usada por los guerreros durante el período romano bizantino y parte del gótico. Esta es la que ha venido a constituir el traje de los reyes de armas, que cuando llevaban los escudos de las provincias y en el centro las reales, se llamaban cotas de armas plenas.